# Skarbosławka

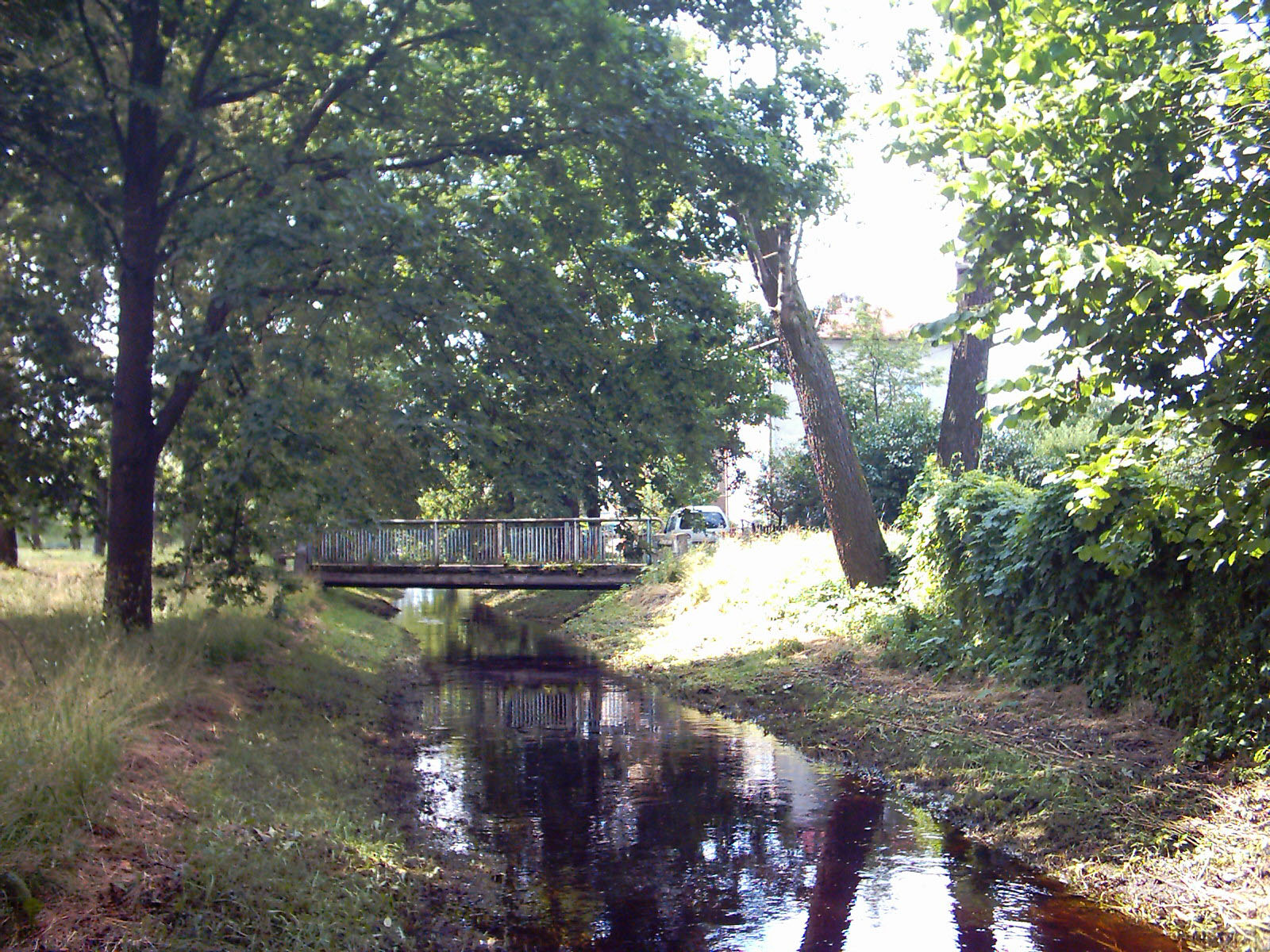
Dopływ rzeki Leśnej Prawej w Hajnówce (okolice ul.Sportowej)

Skarbosławka – dawne uroczysko Puszczy Białowieskiej położone u ujścia strumyka o tej samej nazwie do rzeki Leśna Prawa przepływającej przez Hajnówkę. Nazwa strumyka oznaczała rzekę, która jest "sławna skarbami", a więc zapewne obfitowała w duże ilości ryb. Pod koniec XVII wieku w uroczysku Skarbosławka założono straż, w której osadzono strażników mających chronić Puszczę Białowieską, a także Trakt Królewski, czyli drogę prowadzącą z Bielska Podlaskiego do Białowieży (obecna ulica Stefana Batorego). Nazwa Skarbosławka zaczęła wychodzić z użycia w XVIII wieku, gdy w straży osadzono strażnika imieniem Hayno (Hajno) – prawdopodobnie Niemca. Od tego czasu uroczysko zwykło się nazywać Hajnowszczyzną, zaś istniejącą w niej straż Strażą Hajnową, w skrócie Hajnówką. W pobliżu straży powstała w ciągu XIX wieku wieś, która dała początek obecnemu miastu. Obecnie w miejscu dawnego uroczyska i straży znajduje się dzielnica Hajnówki, której nazwa, a mianowicie Placówka, nawiązuje do dawnej funkcji tego obszaru.